# スズキ・GSX-R250
GSX-R250（ジーエスエックスアールにひゃくごじゅう）とは、1987年から1989年にかけてスズキが製造していたオートバイ（普通自動二輪車）である。
本項では派生車種のGSX-R250R（ジーエスエックスアールにひゃくごじゅうアール）およびGSX250S COBRA（ジーエスエックスにひゃくごじゅうエス コブラ）についても併せて記述する。

## モデル一覧

### GSX-R250
GSX-R250は1987年3月28日に発売された。スズキ・GSX-R400（1984年）、スズキ・GSX-R750（1985年）、スズキ・GSX-R1100（1986年）と1年ごとに展開して来たGSX-Rシリーズの末弟として登場し、1980年代のスズキを代表するレーサーレプリカとして知られている。新たに開発された水冷DOHC4バルブ直列4気筒エンジンは、SPECと呼ばれるヨシムラデュープレックスサイクロンのOEMエグゾーストパイプを採用し、当時の馬力自主規制値である最高出力45psを14,500rpmで発生し、丸目二灯というGSX-R伝統のスタイリングにスチール製のツインスパーフレームを採用していた。当時盛んであったSP-Fレースを念頭にクロスミッションを採用したGSX-R250SPも1988年に登場した。

#### 1987年仕様
通常のフルカウル仕様が以下のカラーバリエーションで発売されるとともに、2万円価格が引き下げられたハーフカウル仕様が██レッド×ブルーの一色で発売された。
- ██レッド×ブルー
- ██ブルー×ホワイト
- ██スペースブラック（ゴールドのグラフィック）

#### 1988年仕様
1988年1月にマイナーチェンジが行われ、ウィンカーが前後ともボディに貼り付けられた形状のものに変えられた他には、メーターパネルが黒を基調としたものに変更、マフラー表面処理が光沢のあるものに変更、ラジエーター表面処理が銀色に変更されるなどの変更点が挙げられる。なお、カラーバリエーションは以下のように改められた。
- ██ブルー×ホワイト
- ██レッド×ブラック
- ██ブラック

同年2月、クロスミッションを搭載したSP仕様が発売された。
さらに同年5月にはカラーバリエーションが以下のように改められた。
- ██レッド×ホワイト
- ██ブルー×ホワイト
- ██ブラック（ゴールドのグラフィック）

#### 1989年仕様
1989年4月1日、二度目のマイナーチェンジが行われ、ウィンカーが小型化、マフラーにアルミカバーが施される、荷掛けフックの設置といた変更が行われ、カラーバリエーションが以下のように改められたが、この年で生産を終了した。同年にはSP仕様の設定はない。
なお、同年4月1日より消費税が導入さたことを受け、販売価格が標準仕様の税別520,000円（税込535,600円）と変更され、若干ながら実質的な値下げが行われている。
- ██プラシャンブルーメタリック
- ██パールノベルティブラック
- ██ブラック（ゴールドのグラフィック）

### GSX-R250R
GSX-R250Rは1989年2月2日に発売された。
GSX-R250をベースとして、スポーツ走行に適した改良を施し、さらにパフォーマンスを高めた派生車種となる。エンジンは吸気効率の向上とコンパクト化のため2バレルキャブレターから4連ダウンドラフトキャブレターへ変更され、フレームはアルミ製ダイヤモンドフレームへ改められ、スイングアームに補強が入るなど車体剛性が高められた。フロントフォークはφ41mmへ大径化、ブレーキはTOKICO製異型4ポットキャリパーにφ290mmフローティングダブルディスクが組み合わされた。また、GSX-R250RにもSP仕様が設定され、クロスミッションや前後サスペンションの減衰力調整機構を搭載し、シングルシートカウルを取り付けることもできるなど、SP-Fレースを念頭においた商品設計がなされていた。
250ccクラスのレーサーレプリカモデルでは2ストローク車の人気が高かったことに加え、比較的発売時期が遅く、レーサーレプリカブームの終焉とも重なったためGSX-R250、GSX-R250Rとも一度もフルモデルチェンジを受けることなく販売終了となった。他方、GSX-R250のエンジンは改修を受けアクロスに転用され、GSX-R250Rのエンジンは後に発売されるバンディット250やカタナ250のベースエンジンとして転用された。

#### 1989年仕様
1989年2月2日、以下のカラーバリエーションで発売された。
- ██レッド×ブラック
- ██ブルー×ホワイト
- ██ブラック×グレー

なお、同年4月1日より消費税が導入さたことを受け、販売価格が標準仕様の税別578,000円（税込595,340円）とSP仕様の税別617,000円（税込635,510円）と変更され、若干ながら実質的な値下げが行われている。
同年5月にはブラックバージョンのカラーバリエーションが追加された。
- ██ブラックバージョン（ゴールドのグラフィック）

### GSX250S COBRA
GSX250Sコブラは1989年9月に発売された。
GSX-R250Rをベースとしてネイキッド仕様に換装した廉価版の性質を持つスポーツモデルである。型式名ではGSX-R250Rと共通の「GJ73A」となる。
前年の1988年に発売されたネイキッドモデル「ウルフ」と同様に、レーサーレプリカのフルカウルを廃したネイキッドタイプとなるが、コブラはセンターカウル（ラジエターシュラウド）を装着している点が外観上の特徴となっている（ウルフでは車体下部にエンジンガード風のチャンバー・プロテクターを装着）。
従来までの機種名「GSX ○○○ S」はカタナシリーズの各排気量クラスに与えられるのが通例であったが、1989年当時においては同車種のシリーズとしての展開がなかったことから、コブラに「S」の記号が与えられた。そのため、1990年代以降にカタナシリーズが再展開された際には、250ccモデルのカタナの場合「GSX250SSカタナ」とされた。

#### 1989年仕様
以下のカラーバリエーションで発売された。
- █ パールノベルティブラック (33J)
- █ ライトチャコールメタリック (24K)